# George T. R. Campbell
George T. R. Campbell (* 1910 in Whitley Bay, UK; † 1993 in Tokio, Japan) war ein schottischer Schiffbauingenieur. Er ist bekannt für den Entwurf mehrerer Typen von Liberty Replacement Ships.

## Leben
George T. R. Campbell wuchs in Whickham, Newcastle upon Tyne auf. Nach mehreren Praktika bei Swan Hunter, Parsons Marine, Sigmund Pumps und einer dreijährigen Tätigkeit für die Rüstungsverwaltung der britischen Regierung wurde er 1940 mit der Bergung kriegsbeschädigter Schiffe der Royal Navy beauftragt.
Seit 1941 in Kanada, blieb Campbell nach dem Zweiten Weltkrieg dort und gründete in Montreal die nach ihm benannte Gesellschaft GTR Campbell. Ab 1950 beriet er die entstehende japanische Schiffbauindustrie. 1964 entwarf Campbell die seriell zu bauende Freedom-Schiffsklasse für Ishikawajima-Harima Heavy Industries.
Nachfolgergesellschaften von GTR Campell sind die Algoship Designers Limited bzw. G.T.R.Campbell Marine Consultants Limited mit Sitz auf den Bahamas.

## Entwürfe
- Freedom (172) – 14.800-tdw-Massengutfrachter
- Fortune (86) – 21.500-tdw-Massengutfrachter
- Friendship – 22.000-tdw-Stückgutfrachter
- Entwicklung der Öl/Massengut/Erz-Frachter (OBO-Carrier) für Costas Lemos